# 마젤란 (스타크래프트)
마젤란(영어: Magellan)은 스타크래프트 종족인 테란의 영웅 유닛이다. 사이언스 베슬의 영웅인 유닛이다. 나이는 26세이다.

## 작중 행적
마젤란은 아크튜러스 멩스크가 이끄는 테란 자치령 산하에 속한 사이언스 베슬의 대장이며 레이스의 영웅 유닛인 톰 카잔스키와 같이 등장하는 유닛이다. 정식 스타크래프트 미션에선 등장하지않고 엔슬레이버즈와 같은 외전에서만 등장한다. 엔슬레이버즈의 미션들에서는 톰 카잔스키와 더불어 반드시 생존해야하는 영웅 유닛이다. 다만 후속작인 다크 벤전스와 스타크래프트 2에서는 등장하지 않는데 이에 대해선 마젤란도 톰 카잔스키와 마찬가지로 엔슬레이버즈의 미션에서 전사 처리했다는 의견도 있으나 톰 카잔스키와 함께 상관인 아크튜러스 멩스크의 명령을 무시하고 프로토스와 협력했기 때문에 죽었다기보단 톰 카잔스키와 더불어 프로토스와 친한 짐 레이너의 편대로 합류했을 가능성이 더 높다. 마젤란은 스타크래프트 2에서는 등장하지 않지만 짐 레이너의 편대로 합류한 인물로 설정되어 스타크래프트 2에서도 등장하게 된다면 밤까마귀의 영웅 유닛으로 등장할 가능성이 높다.

## 유닛으로서 능력치
마젤란은 체력:800, 기본 방어력:4, 마나 에너지:250의 능력치를 가지고 있으며 영웅이기 때문에 처음부터 모든 업그레이드가 적용된 상태로 나온다. 실제로 등장한다면 엄청난 체력과 탄탄한 방어력을 바탕으로 하여 최강의 공중 유닛으로 자리잡을 능력치를 가진 유닛이 된다.

## 같이 보기
- 스타크래프트
- 테란